# Ascius latus
Ascius latus är en insektsart som beskrevs av Delong 1943. Ascius latus ingår i släktet Ascius och familjen dvärgstritar. Inga underarter finns listade i Catalogue of Life.